# Mehmet Ali Erbil
Mehmet Ali Erbil (* 8. Februar 1957 in Istanbul, Türkei) ist ein türkischer Schauspieler, Comedian und Showmaster.

## Leben und Karriere
Sein Großvater stammt aus dem heutigen irakisch-kurdischen Gebiet um Arbil, von dem sich der Familienname ableitet. Mehmet Ali Erbil wurde als Sohn des kurdischen Theater- und Filmdarstellers Saadettin Erbil 1957 in Istanbul geboren. Nach seiner schulischen Ausbildung in Istanbul, Ankara und Balıkesir schrieb er sich in das staatliche Konservatorium von Ankara ein, wo er wie sein Vater den Beruf des Theaterdarstellers erlernte.
Nach dem Abschluss seiner Ausbildung trat er eine Stelle im staatlichen Theater an. Durch seine erfolgreichen Darstellungen erhielt er Anfang der 1980er Jahre erste Angebote von Fernsehsendern. Zunächst vom staatlichen Fernsehsender TRT, wo er eine Unterhaltungsschau mitmoderierte, und später von verschiedenen privaten Sendern wie ATV, Show TV oder InterStar. Er nahm sowohl Angebote von Seifenopern als Schauspieler als auch von Unterhaltungsshows als Moderator an und gilt seit den 1990er Jahren als einer der beliebtesten Showmaster des Landes.
Im Jahr 1991 nahm er gemeinsam mit der Sängerin Candan Erçetin an der türkischen Vorentscheidung zum Eurovision Song Contest 1991 mit dem Song Hey Sen teil.
In jüngster Zeit geht er weiter diesen Angeboten aus Seifenopern und Unterhaltungsshows nach. Er tritt im Gegensatz zu früher jedoch häufiger in Kinofilmen auf. Meist handelt es sich bei diesen Filmen um Neuauflagen alter Filmreihen wie zum Beispiel der Hababam-Sınıfı-Filmreihe. Er moderierte mehrere Unterhaltungsshows, darunter Çarkıfelek (Glücksrad) als Nachfolger von Tarık Tarcan und 50 Sarışın (50 Blondinen).
Er ist verheiratet und Vater von drei Kindern. Erbil leidet zudem unter dem relativ selten vorkommenden Kapillarlecksyndrom.
Im November 2024 wurde er festgenommen wegen des Verdachts der Förderung illegaler Wetten. Anschließend verhängte ein zuständiges Gericht Hausarrest gegen Erbil.

## Filmografie

### Als Schauspieler
- 1975: Harakiri
- 1977: Şıpsevdi (TV-Serie)
- 1977: Aşk Dediğin Laftır
- 1981: Hababam Sınıfı Güle Güle
- 1984: Sevmek Yeniden Doğmak
- 1987: Allah Allah
- 1988: Hülya
- 1995: Bay E
- 1996: Tatlı Kaçıklar
- 2000: Kahpe Bizans
- 2001: Hemşo
- 2001: Aşkım Aşkım (TV-Serie)
- 2002: Hastayım Doktor (TV-Serie)
- 2002: En Son Babalar Duyar (TV-Serie)
- 2003: Büyümüş de Küçülmüş (TV-Serie)
- 2003: Ömerçip
- 2004: Teberik Şanssız
- 2004: Hababam Sınıfı Merhaba
- 2005: Hırsız Var
- 2005: Die chaotische Armee (Hababam Sınıfı Askerde)
- 2006: Keloglan gegen den schwarzen Prinzen (Keloğlan Karaprens’e Karşı)
- 2006: Die chaotische Klasse 3,5 (Hababam Sınıfı 3,5)
- 2006: Dünyayı Kurtaran Adamın Oğlu
- 2007: Emret Komutanım: Şah Mat
- 2007: Yıldızlar Savaşı

## Diskografie

### Alben
- 1993: Biz İkimiz (mit Çigdem Tunç)
- Tantana, Vol. 2 (ve Kız Arkadaşları)

### Soundtracks
- 2000: Kahpe Bizans (mit Ayşegül Aldinç & Cem Karaca)

### Singles (Auswahl)
- 1980: Assolist
- 1991: Hey Sen (mit Candan Erçetin, Erdal Çelik & Çiğdem Tunç)
- 2000: Bir Gol Daha (mit Rafet el Roman)
- 2000: İmparator
- 2016: Yüreğim Rehin (mit Naşide Göktürk & Niran Ünsal)